# Điều 4 Hiến pháp nước Cộng hòa xã hội chủ nghĩa Việt Nam
Điều 4 Hiến pháp nước Cộng hòa xã hội chủ nghĩa Việt Nam khẳng định sự lãnh đạo của Đảng Cộng sản Việt Nam tại Việt Nam.

## Văn bản

### Hiến pháp năm 2013
1. Đảng Cộng sản Việt Nam - Đội tiên phong của giai cấp công nhân, đồng thời là đội tiên phong của nhân dân lao động và của dân tộc Việt Nam, đại biểu trung thành lợi ích của giai cấp công nhân, nhân dân lao động và của cả dân tộc, lấy Chủ nghĩa Marx – Lenin và Tư tưởng Hồ Chí Minh làm nền tảng tư tưởng, là lực lượng lãnh đạo Nhà nước và xã hội.
2. Đảng Cộng sản Việt Nam gắn bó mật thiết với Nhân dân, phục vụ Nhân dân, chịu sự giám sát của Nhân dân, chịu trách nhiệm trước Nhân dân về những quyết định của mình.
3. Các tổ chức của Đảng và đảng viên Đảng Cộng sản Việt Nam hoạt động trong khuôn khổ Hiến pháp và pháp luật.[2]

### Hiến pháp năm 1992
Đảng cộng sản Việt Nam, đội tiên phong của giai cấp công nhân Việt Nam, đại biểu trung thành quyền lợi của giai cấp công nhân, nhân dân lao động và của cả dân tộc, theo chủ nghĩa Mác - Lê Nin và tư tưởng Hồ Chí Minh, là lực lượng lãnh đạo Nhà nước và xã hội.
Mọi tổ chức của Đảng hoạt động trong khuôn khổ Hiến pháp và pháp luật.

### Hiến pháp năm 1980
Đảng cộng sản Việt Nam, đội tiên phong và bộ tham mưu chiến đấu của giai cấp công nhân Việt Nam, được vũ trang bằng học thuyết Mác - Lênin, là lực lượng duy nhất lãnh đạo Nhà nước, lãnh đạo xã hội; là nhân tố chủ yếu quyết định mọi thắng lợi của cách mạng Việt Nam.
Đảng tồn tại và phấn đấu vì lợi ích của giai cấp công nhân và nhân dân Việt Nam.
Các tổ chức của Đảng hoạt động trong khuôn khổ Hiến pháp.

## Lịch sử
Điều 4 Hiến pháp Việt Nam được Quốc hội thiết lập năm 1980.

## Chỉ trích
Trong thời gian lấy ý kiến nhân dân góp ý dự thảo hiến pháp sửa đổi năm 2013, đã có nhiều ý kiến muốn xóa bỏ điều 4 Hiến pháp năm 1992.
Theo ý kiến phản biện của Nguyễn Văn Đài:
Điều 2 bản dự thảo Hiến pháp sửa đổi qui định: Nhà nước là của nhân dân, do nhân dân và vì nhân dân. Tất cả quyền lực nhà nước thuộc về nhân dân.
Điều này được hiểu là đa số người dân có toàn quyền quyết định về thể chế chính trị, kinh tế, đối ngoại, an ninh, quốc phòng,... thông qua trưng cầu dân ý. Đa số người dân có quyền lựa chọn đảng cầm quyền, người đứng đầu quốc gia thông qua cuộc bầu cử tự do và công bằng.
Tức là đa số người dân có quyền quyết định đảng nào là lực lượng lãnh đạo Nhà nước và xã hội.
Trong khi đó điều 4 của bản dự thảo Hiến pháp sửa đổi qui định đảng Cộng sản Việt Nam là lực lượng lãnh đạo Nhà nước và xã hội.
Điều này đã phủ nhận quyền lực của nhân dân trong việc lựa chọn đảng cầm quyền thông qua bầu cử cũng như phủ nhận quyền lực của nhân dân trong các lĩnh vực khác của đời sống xã hội.

Qui định của điều 4 trái với nguyên tắc của một thể chế Nhà nước dân chủ. Như vậy rất rõ ràng là điều 4 đã mâu thuẫn và xung đột với điều 2.

## Cơ sở
Theo báo Quân Đội Nhân Dân: 
Việc quy định Đảng lãnh đạo Nhà nước và xã hội không chỉ là tư tưởng xuyên suốt, nhất quán để khẳng định vị trí, vai trò độc tôn lãnh đạo của Đảng, mà còn là một nguyên tắc bất di bất dịch của cách mạng Việt Nam, phù hợp với thể chế chính trị-xã hội mà Việt Nam đã lựa chọn.
Có ý kiến băn khoăn: Liệu có phải "luật hóa" vai trò cầm quyền của Đảng không? Phải khẳng định rằng, dù không có một đạo luật cụ thể về Đảng, nhưng Đảng ta đã tự nguyện, tự giác đưa mọi hoạt động của mình vào khuôn khổ Hiến pháp và pháp luật. Hơn nữa, không chỉ chấp hành Hiến pháp, pháp luật, Đảng hoạt động còn dựa trên cơ sở Cương lĩnh, Điều lệ, Nghị quyết, Quy chế làm việc của Đảng và các chỉ thị, nghị quyết liên quan đến việc điều chỉnh các vấn đề trong nội bộ Đảng cũng như điều chỉnh các mối quan hệ giữa Đảng với Nhà nước, xã hội và nhân dân.

Như vậy, khác với những quan điểm tư sản, sự khẳng định vai trò lãnh đạo của Đảng Cộng sản Việt Nam được quy định trong bản Dự thảo sửa đổi Hiến pháp năm 1992 chính là thể chế hóa vai trò lãnh đạo của Đảng, khẳng định Hiến pháp của nước Cộng hòa xã hội chủ nghĩa Việt Nam là sự thể hiện ý chí, lợi ích cơ bản của giai cấp công nhân, mang bản chất giai cấp công nhân. Ý chí, lợi ích cơ bản của giai cấp công nhân thống nhất với lợi ích cơ bản của nhân dân lao động và cả dân tộc, đó là độc lập dân tộc và chủ nghĩa xã hội.

## So sánh
Trong khi Điều 4 Hiến pháp Việt Nam Cộng hòa 1967 đề cập đến việc chống cộng tuyệt đối, thì Điều 4 của Hiến pháp Việt Nam (thống nhất) trong các bản 1980, 1992 và 2013 đều đề cập đến vai trò của Đảng Cộng sản Việt Nam trong việc lãnh đạo đất nước.
Điều 1, Hiến pháp nước Cộng hòa Nhân dân Trung Hoa có nội dung gần tương đương:
Nước Cộng hòa nhân dân Trung Hoa là nhà nước xã hội chủ nghĩa của chuyên chính dân chủ nhân dân, với nền tảng là liên minh công nông do giai cấp công nhân lãnh đạo.

Chế độ xã hội chủ nghĩa là chế độ cơ bản của nước Cộng hòa nhân dân Trung Hoa. Nghiêm cấm mọi tổ chức, cá nhân phá hoại chế độ xã hội chủ nghĩa.
Nhưng Trung Quốc hoàn toàn tồn tại các đảng nhỏ được chính thức công nhận có vai trò "phụ trợ" cho Đảng Cộng sản Trung Quốc.